# Barnamorden i Betlehem (Rubens)
Barnamorden i Betlehem (nederländska: De moord op de Onnozele Kinderen) kan avse flera oljemålningar av den flamländske barockkonstnären Peter Paul Rubens. Den äldsta målades omkring 1610 och är sedan 2014 utställd på Art Gallery of Toronto i Toronto. En annan version målades cirka 1636 och är utställd på Alte Pinakothek i München. En ateljékopia av Torontoversionen utfördes efter 1611 och ingår sedan 1902 i samlingarna på Kungliga museet för sköna konster i Bryssel.

## Motivet
Rubens skildring av brudrovet är fylld av rörelse och dramatik. Barnamorden i Betlehem är en episod i Nya testamentet som inträffade vid tiden för Jesus födelse. I Matteusevangeliets andra kapitel berättas att kung Herodes fått veta av stjärntydare att en nyfödd utanför hans egen släkt skulle bli kung. För att förhindra detta lät han döda alla gossebarn under två års ålder i trakten kring Betlehem. Jesus undkom dock efter att den heliga familjen lyckats fly till Egypten.

## Konstnären
Rubens var en av de mest framstående flamländska barockmålarna och inspirerades av italienska mästare som Leonardo da Vinci, Michelangelo, Tizian och Caravaggio. I Barnamorden i Betlehem kan Caravaggios inflytande skönjas i den dramatiska chiaroscuro-tekniken (starka ljus- och skuggeffekter) och den realistiska skildringen av människorna. Fokus i bilden är en kvinna i lysande mörkröd klänning, ett färggrepp som Caravaggio också använde i tavlor som Johannes Döparens halshuggning och Judit och Holofernes. Influenser från Michelangelo syns i den muskulösa klassiska figurkompositionen. 
Efter en åttaårig vistelse i Italien återvände Rubens till Antwerpen 1608 där han året därpå utnämndes till hovmålare åt Albrekt VII av Österrike och Isabella Clara Eugenia av Spanien som var ståthållare i Spanska Nederländerna. Barnamorden i Betlehem (Torontoversionen) var en av de första målningar som Rubens utförde efter hemkomsten. Han blev snabbt både berömd och efterfrågad. För att möta efterfrågan startade Rubens cirka 1615 en ateljé där flera konstnärer var verksamma. Brysselversionen anses vara en utförd av konstnärer verksamma i ateljén snarare än av Rubens själv.
Situationen i Flandern var oroligt under Rubens liv. Det nederländska frihetskriget pågick 1568–1648 där det övervägande protestantiska Nederländerna stred mot det katolska Spanska imperiet. Tavlor som  Barnamorden i Betlehem och Krigets fasor speglade denna oroliga tid.

## Proveniens
Torontoversionen förvärvades 1702 av Johann Adam Andreas av Liechtenstein och den var i Huset Liechtensteins ägo fram till 1920. År 2002 såldes den på Sotheby's för 49,5 miljoner pund till den kanadensiska affärsmannen Kenneth Thomson(en) som 2014 donerade tavlan till Art Gallery of Toronto.
Bland tidigare ägare till Münchenversionen märks den franske aristokraten Armand-Jean de Vignerot du Plessis(fr), tyske fursten Johan Vilhelm av Pfalz och Maximilian II Emanuel, kurfurst av Bayern. De två senare samlade på nederländsk konst och ägde en stor samling av Rubens-tavlor som nu återfinns på Alte Pinakothek i München.